# 人間昆虫記
『人間昆虫記』（にんげんこんちゅうき）は、手塚治虫による日本のピカレスク漫画。1970年から1971年にかけて秋田書店刊『プレイコミック』で連載された。
2011年にはWOWOWにてテレビドラマ化された。

## 概要
本作の主人公の十村十枝子は転身を繰り返しながらマスコミ界を渡ってゆくが、竹内オサムは十村の姿を漫画界で転身と変質を繰り返してきた手塚治虫自身と重ね合わせて見ている。手塚は劇画の流行によって、ノイローゼになるほどだった。やがて、劇画の手法を取り入れ自己のものとした手塚は過去の自分自身を客観的に見据える視点を獲得するに至ったのではないかと、竹内は指摘している。手塚にとっても本作の連載を行った1970年代は自らの過去を意識した時代であり、こういった回帰的な視点は1973年から連載される『ブラック・ジャック』にも見られる。
主人公の本名臼場かげりの名前は昆虫のウスバカゲロウのもじりであるが、卵から幼虫、幼虫からサナギ、サナギから成虫へと変化する昆虫を変容する女性の象徴として用いている。メスが圧倒的に強く、女王世界でもある昆虫世界であり、石上三登志は『手塚治虫の奇妙な世界』（1977年、奇想天外社）で「昆虫学的女性論」という考察を残している。また、こういった変容する女性像は『メトロポリス』のミッチィのように初期手塚作品にも見受けられる。
講談社の手塚治虫漫画全集の手塚治虫自身のよる後書きでは「マキャベリアンとして、たくましく生きていく一人の女をえがいてみたいと思った」と書き残している。

## あらすじ
芥川賞を受賞した新進作家・十村十枝子（本名、臼場かげり）。芥川賞の授賞式が行われている最中、別の場所では同姓同名の臼場かげりが自殺を図った。
十枝子は以前女優としてある劇団で活躍していたが、突然デザインの分野で国際的な評価を持つニューヨーク・デザイン・アカデミー賞を受賞した。そして今度は芥川賞。マルチな天才ぶりを発揮する才能に嫉妬と憧憬を抱く雑誌記者の青草亀太郎は、十枝子が所属していた「劇団テアトル・クラウ」の演出家・蜂須賀兵六から十枝子が他人の才能とその作品を模倣し、盗み取ってきた事を知る。しかし亀太郎は十枝子が雇った殺し屋の蟻川平八に殺害されてしまった。
十枝子は蟻川が企てていたテロ計画を小説の次作の題材にし、蟻川を罠に嵌め始末した。
十枝子は続いて、世界的大企業の若き専務・釜石桐郎に接近し結婚する。かつて十枝子にデザインを盗まれたデザイナー・水野瞭太郎は十枝子の事を忘れられずにいたが、十枝子に瓜二つのしじみという女性と出会い結婚する。
釜石との子供を宿すが、母親になりたくなかった十枝子は自分と瓜二つのしじみを利用して中絶すると、釜石の女性秘書であるじゅんと共謀し釜石の不正の証拠を奪取。大物右翼の政治家・甲雪村にその情報を売って釜石を自殺に追い込み、十枝子には莫大な遺産が相続された。
しじみは癌が発症し重体となっていた。しじみの癌の原因がかつてしじみを妾にしていた金山だと知った水野は、しじみの死後に金山を殺害し自首する。
同じ頃に十枝子は次のターゲットとして、カメラマンの大和多摩夫と出会っていた。十枝子は大和の才能を模倣した後、蜂須賀兵六に薬物を飲ませ殺害。蜂須賀を殺害する現場に居合わせた大和を共犯として告発すると脅し、大和の撮った写真を全て奪い去った。
十枝子はギリシャで新進気鋭の写真家として名声を得たものの、十枝子の心は孤独と寂寥感に苛まれていた。

## 主な登場人物
十村 十枝子
主人公。臼場かげり。
水野 瞭太郎
小さなデザイン会社で嘱託のデザイナーをしている。「劇団テアトル・クラウ」の公演パンフレットのデザインを手がけた際に、十村十枝子と知り合う。
蜂須賀 兵六
「劇団テアトル・クラウ」で演出をしていた男性。劇団の看板女優の演技を完璧に真似てみせた高校生の十枝子に興味を抱き、劇団に勧誘する。
しじみ
元芸者。十枝子に瓜二つ。金山の紹介で水野瞭太郎と出会い結婚することになるが、金山に4回も堕胎させられるなど、身体を壊すことになる。
青草 亀太郎
雑誌『週刊放言』の男性記者。
十村十枝子の本名と同姓同名の臼場かげりの自殺を知り、十枝子を取材対象とする。
蟻川 平八
無政府主義者で、殺し屋をしている。
釜石 桐郎
世界有数の大企業である「大日本鋼機」の専務を務める。
大和 多摩夫
男性カメラマン。
甲 雪村
右翼団体を率いる大物右翼の老人。蟻川平八の雇い主で、彼を通じて十村十枝子のことを知る。
金山
「金文商事会社」の社長。水野が務めるデザイン会社の取引先でもある。しじみを4回の堕胎の末に身請けしたが、自分の会社の社員として無報酬で働かせ、その上、夜は娼婦として客を取らせていた。
じゅん
釜石の秘書を務める女性。十枝子に誘惑されて肉体関係を結び、重要書類が保管されている金庫の番号を十枝子に教えた。
臼場 かげり
作家の卵で十枝子と共同生活をしていた。
自身が構想していた小説を模倣した十枝子が芥川賞を受賞したことで、精神的ショック受け自殺する。

## 単行本
- ハードコミックス『人間昆虫記』（大都社）全1巻
- 秋田漫画文庫『人間昆虫記』（秋田書店）全2巻
- 手塚治虫漫画全集『人間昆虫記』（講談社）全2巻
- 秋田文庫『人間昆虫記』（秋田書店）全1巻
- 手塚治虫傑作選集『人間昆虫記』（秋田書店）全1巻
- 手塚治虫文庫全集『人間昆虫記』（講談社）全1巻

## テレビドラマ
2011年7月31日から9月11日まで、毎週日曜日0:00-0:30（JST）、WOWOW・ミッドナイト☆ドラマ枠にて連続ドラマが放映された。全7話。主演は美波。

### キャスト
- 十村 十枝子（主人公） / しじみ（水野の妻） - 美波
- 水野 瞭太郎（デザイナー） - ARATA
- 西川 敬子（劇団テアトル・クラウ / 女優） - 久世星佳
- 釜石 桐郎（JBE専務） - 鶴見辰吾
- 蜂須賀 兵六（劇団テアトル・クラウ / 演出家） - 手塚とおる
- 青草 亀太郎（週刊放言記者） - 滝藤賢一
- 蟻川 平八（テロリスト） - 北村有起哉
- 蚊川 じゅん（釜石の秘書） - 松永京子
- 臼場 かげり（ライター / 十枝子の友人） - 広澤草
- 金山 文造（金文商事社長） - 金守珍
- 甲 雪村（野党議員） - 中村敦夫
- 十枝子の母 - 大原真理子

### スタッフ
- 監督 - 白石和彌、高橋泉
- 脚本 - 高橋泉
- 音楽 - 久保田修
- 企画協力 - 手塚プロダクション

### サブタイトル
| 各話   | 放送日        | サブタイトル   | 監督     |
| ------ | ------------- | -------------- | -------- |
| 第一話 | 2011年7月31日 | 毛蚕の章       | 白石和彌 |
| 第二話 | 2011年8月7日  | 春蝉の章       | 白石和彌 |
| 第三話 | 2011年8月14日 | 椿象の章       | 高橋泉   |
| 第四話 | 2011年8月21日 | 浮塵子の章     | 高橋泉   |
| 第五話 | 2011年8月28日 | 天牛の章・前編 | 白石和彌 |
| 第六話 | 2011年9月4日  | 天牛の章・後編 | 白石和彌 |
| 第七話 | 2011年9月11日 | 螽蟖の章       | 白石和彌 |

- 初回は無料放送45分拡大版。
- 最終回は40分拡大版。